# Andrzej Kaucz
Andrzej Jacek Kaucz (ur. 13 czerwca 1952 w Koszalinie, zm. 21 marca 2019) – polski prawnik i prokurator. 

## Życiorys
Ukończył studia na Wydziale Prawa Uniwersytetu Wrocławskiego. W 1979 trafił do „brygady tygrysa”, czyli zespołu zajmującego się przestępstwami gospodarczymi, a potem sprawami politycznymi. Oskarżyciel działaczy NSZZ Solidarność w procesach stanu wojennego. Prowadził sprawy przeciwko Władysławowi Frasyniukowi (żądał dla niego dziesięciu lat więzienia), Barbarze Labudzie i pracownikom Pafawagu. W latach 1994–1998 był prokuratorem wojewódzkim we Wrocławiu. Odwołany przez Hannę Suchocką, wówczas ministra sprawiedliwości, przeszedł do Prokuratury Apelacyjnej we Wrocławiu.

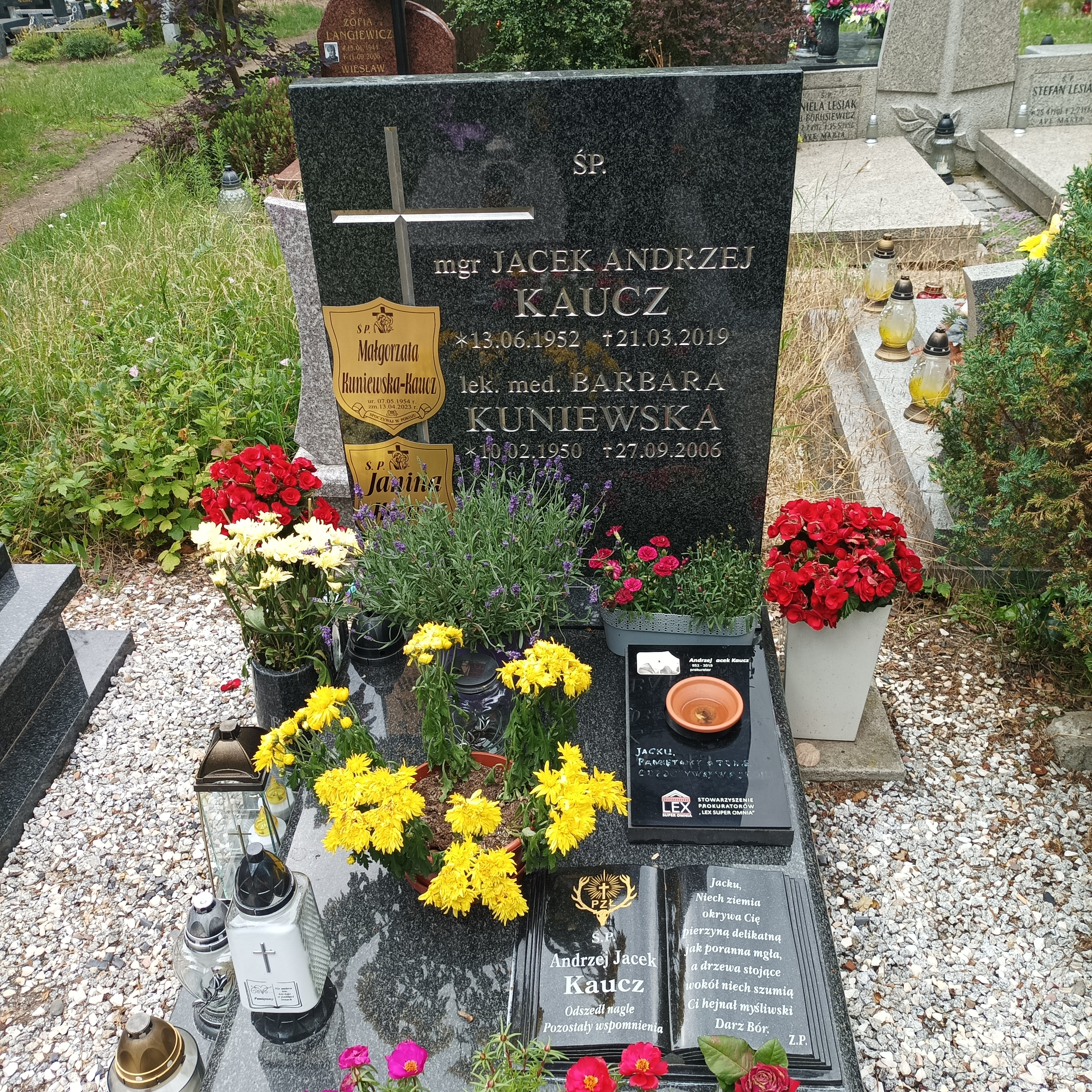
Grób Andrzeja Kaucza na Cmentarzu Świętej Rodziny

Specjalizował się w przestępstwach gospodarczych. W październiku 2001 krótko był zastępcą Prokuratora Generalnego. W 2014 został członkiem, a następnie sekretarzem Krajowej Rady Prokuratury.
W 2016 odszedł w stan spoczynku, krytykując zmiany w sądownictwie wprowadzane przez nowy rząd. 
Od 2017 był członkiem zarządu Stowarzyszenia Prokuratorów „Lex super omnia”.
Andrzej Jacek Kaucz został pochowany 25 marca 2019 r. na wrocławskim cmentarzu przy ul Smętnej.